# Caradrina stilpna
Caradrina stilpna är en fjärilsart som beskrevs av Charles Boursin 1957. Caradrina stilpna ingår i släktet Caradrina och familjen nattflyn. Inga underarter finns listade i Catalogue of Life.